# Playa (Havanna)
Playa (spanisch für Strand) ist ein Stadtbezirk im Rang eines Municipios in der kubanischen Provinz und Hauptstadt Havanna. Der Bezirk Playa schließt auch den bekannten Stadtteil Miramar ein.
In präkolumbischer Zeit siedelte in diesem Gebiet, unweit der Küste und in relativer Nähe von vier Flüssen, das indigene Volk der Taínos. Aus diesem Grund wurden, vor allem hier, eine der größten Anzahlen archäologischer Funde im Stadtgebiet registriert.
Heute befinden sich zahlreiche Botschaften ausländischer Staaten in diesem Stadtbezirk.

## Miramar
Miramar ist ein ehemals exklusiver Stadtteil Havannas. Heute gehört er zum Municipio Playa. Vor der Revolution wohnte hier die Oberschicht des Landes. Seine Hauptstraße, die Quinta Avenida, benannt nach der New Yorker Fifth Avenue, wird als die schönste Straße Kubas bezeichnet.
Miramar ist ein sehr grüner Stadtteil mit schönen Parkanlagen, Gärten und schattigen Plätzen aufgrund dichten Baumbestands, wo früher die höhere Gesellschaft Kubas flanierte.

## Geografische Lage
Der Stadtbezirk befindet sich im Nordwesten der Hauptstadt und beherbergt 187.580 Einwohner auf einer Fläche von 36,2 Quadratkilometern, was einer Bevölkerungsdichte von 3025,1 Einwohnern/km² entspricht. Die Länge der Küstenlinie beträgt 12 Kilometer.

## Söhne und Töchter des Stadtbezirks
- Roberto Moya (1965–2020), Diskuswerfer
- Niala Collazo Hidalgo-Gato (* 1983), Schachspielerin